# Drak dvanáctihlavý
Drak dvanáctihlavý je pohádka českého spisovatele Karla Jaromíra Erbena, která byla poprvé publikována v roce 1932. Vypráví příběh o mladém myslivci, který přemůže krutého draka, a nakonec získá i ruku zachráněné princezny. Tato pohádka s dobrým koncem, kde pravda a láska vítězí nad lží, je jednou z poslední autorových dokončených prací.

## Děj
Mladý myslivec se vydává hledat štěstí do světa. Postupně se setkává s vlkem, medvědem a lvem a v cestě pokračují společně. Přicházejí do velkého města a dozvídají se, že ve městě je velký smutek. V nedalekém jezeře sídlí dvanáctihlavý drak, který požaduje každý měsíc obětovat jednu pannu, jinak město zničí. A nyní má být obětí dokonce dcera krále. Mnoho statečných mužů se již pokusilo draka přemoci, nikomu se to však nepodařilo. Myslivec doprovází princeznu k jezeru a se svými zvířecími přáteli drakovi utínají všechny hlavy. Poté ještě vyřízne všech dvanáct jazyků, které si ponechává. Princezna ho prosí, aby se s ní vrátil domů - král totiž za vysvobození princezny nabízí půl království a její ruku. Myslivec se však chce ještě po světě podívat, ale slibuje, že se do roka a do dne vrátí.  Princezna mu dává prstýnek jako příslib, že na něho počká. Když však kočí, který princeznu veze zpět do zámku, zjišťuje, že je drak zabit a myslivec odchází, rozhodne se, že se bude za zachránce vydávat sám. Princezna mu pod pohrůžkou smrti slibuje, že pravdu neprozradí. Poté, co kočí před krále vysypává dvanáct dračích hlav, nemůže být o jeho hrdinském činu pochyb. V den, kdy se myslivec vrací do města, koná se zrovna svatba princezny a kočího. Myslivec posílá princezně prsten, který mu darovala, se vzkazem, aby poslala svému vysvoboditeli víno. Král poroučí přivést toho, kdo prsten poslal. Myslivec díky dvanácti dračím jazykům dokazuje, že on je ten, kdo princeznu opravdu vysvobodil a má tedy právo se stát jejím mužem.

## Okolnosti napsání a vydání

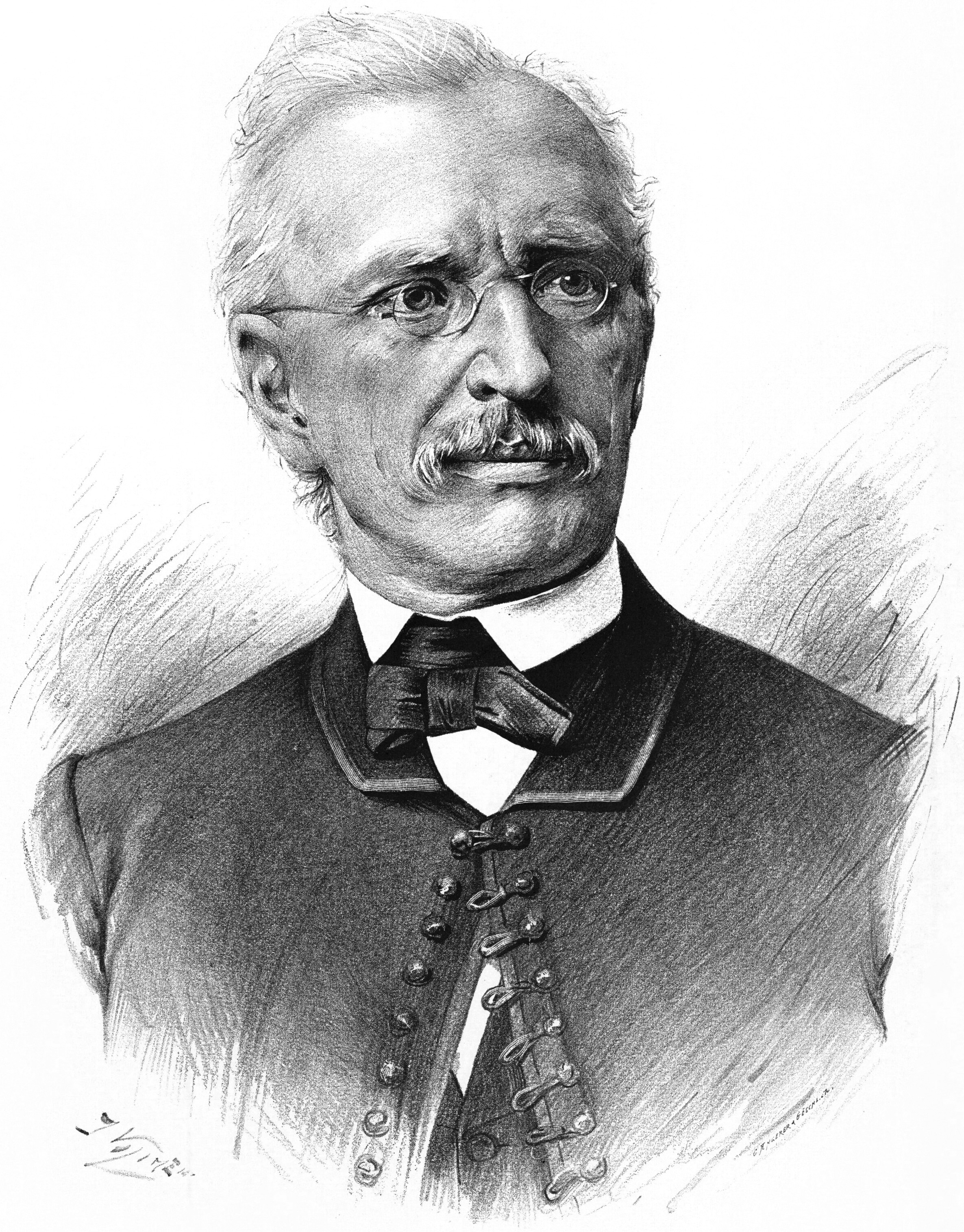
Karel Jaromír Erben

Pohádka Drak dvanáctihlavý patří k méně známým pohádkám Karla Jaromíra Erbena. Většina pohádek byla knižně vydána až po autorově smrti, v roce 1905 v souboru České pohádky. Pohádka Drak dvanáctihlavý však do souboru zařazena nebyla.
Pravděpodobně jde, spolu s Živou vodou a Dvojčaty, o jednu ze tří posledních pohádek, kterým dal Erben konečně textovou podobu. Pohádku poprvé vydal Antonín Grund v Melantrichu roce 1932 ve společné bibliofilské publikaci těchto tří textů – Živá voda. Rukopisy těchto tří pohádek se zachovaly v rodině, později se však ztratily, a Grundovo vydání stojí proto v rámci textové kritiky na místě rukopisů či tisků z autorovy iniciativy.

## Přijetí díla
Širšího knižního vydání se pohádka dočkala teprve v roce 1939 kdy byla zařazena Antonínem Grundem do svazku České pohádky, které jsou třetím svazkem Díla Karla Jaromíra Erbena. V díle upozorňuje na významnost Erbenových pohádek, zdůrazňuje i důležitost užitého jazyka. Období, kdy pohádky uvedené v daném díle vznikaly označuje dokonce za „Erbenovo mistrovské období“. O kvalitě, kterou v pohádkách spatřoval, vypovídá také odůvodnění vydání tohoto svazku: „Bude-li nyní zvykem v Čechách říkat: Miluji Erbena, básníka Kytice, ale neméně básníka Národních českých pohádek, splnilo vydání svůj úkol dobře.“
Na zásadní vliv Erbenových pohádek ve svém díle poukazuje také Julius Dolanský. Uvádí, že „každý z nás si v sobě neseme kus svého Erbena už od útlého dětství, kdy nás okouzlovaly jeho pohádky“.
V roce 1964 vyšel Drak dvanáctihlavý v SNDK v edici Korálky společně s pohádkou „Hrnečku, vař“. Ilustrace připravila Jiřina Klimentová, podle N. Černého však realistické podání některých z nich nebylo příliš šťastnou volbou – některé jsou podle něj až nevkusné, jako obrázek dvanáctihlavého draka na obálce, který „se podobá spíše klubku hadů“. Otakar Aleš Kukla vydání naopak přijal velmi pozitivně a označil ilustrace za cudné, výrazově snivé, svěže barevné a básnivé, s důrazem na roli oblouku nebo esovitě prohnuté křivky , například v těle draka. Svou naivitou a kresebností se podle něj k Erbenově textu velmi hodí.